# 道の駅北浦
道の駅北浦（みちのえき きたうら）は、宮崎県延岡市にある国道388号の道の駅である。

## 施設
- 駐車場
  - 普通車：120台
  - 大型車：5台
  - 身障者用：2台
- トイレ
  - 男：大 5器（3器）、小 8器（3器）
  - 女：10器（3器）
  - 身障者用：3器（2器）

※（）内は、24時間利用可能
- 公衆電話
- 郵便ポスト（延岡郵便局）

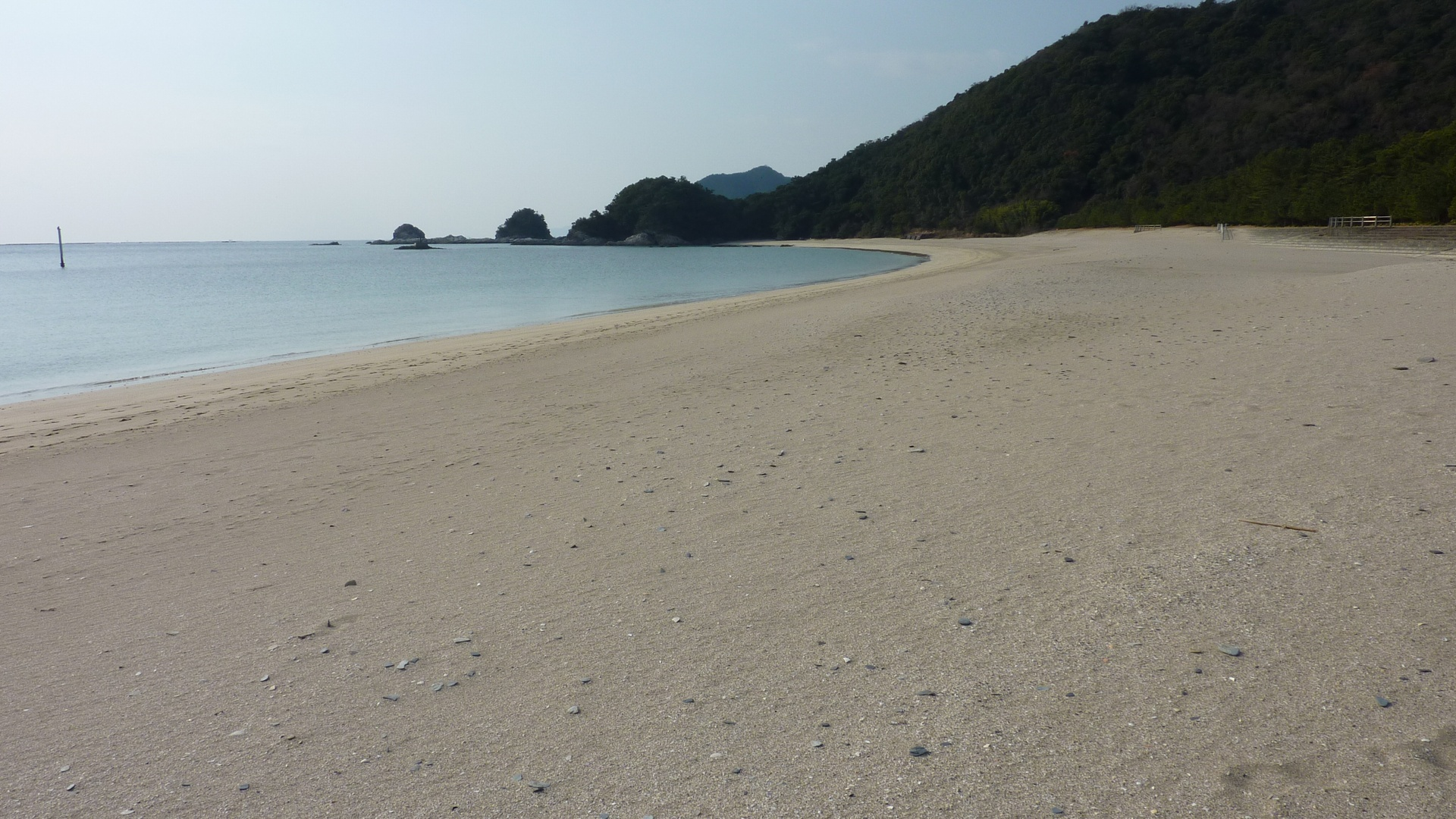
下阿蘇ビーチ

- レストラン「海鮮館」（11:00 - 19:00）
- 売店（9:00 - 18:00）
- 浜木綿村キャンプ場（15:00 - 11:00）
- テニスコート（9:00 - 17:00）
- 下阿蘇ビーチ（夏季のみ）
- パークゴルフ場（9:00 - 17:00）
- 資料館「塩田資料館」（9:00 - 17:00）

## 休館日
- 12月31日 - 1月1日

## アクセス
- 国道388号 - 登録路線
  - E10 東九州自動車道（20 北浦IC、20-1 須美江IC）

## 周辺
- 日豊海岸国定公園
- 下阿蘇海水浴場